# La Bañeza (Comarca)
Die Comarca La Bañeza ist eine der zehn landwirtschaftlichen Comarcas in der Provinz León der autonomen Gemeinschaft Kastilien und León.
Sie umfasst 17 Gemeinden auf einer Fläche von 653,82 km² mit dem Hauptort La Bañeza.

## Gemeinden
| Gemeinde                      | Einwohner (2024) | Fläche km² | Dichte Einw./km² | Cod INE | Postleitzahl |
| ----------------------------- | ---------------- | ---------- | ---------------- | ------- | ------------ |
| Alija del Infantado           | 573              | 52,31      | 11               | 24003   | 24761        |
| La Bañeza                     | 10.023           | 19,71      | 509              | 24010   | 24750        |
| Castrillo de la Valduerna     | 143              | 23,51      | 6                | 24044   | 24721        |
| Castrocalbón                  | 913              | 88,30      | 10               | 24046   | 24760        |
| Cebrones del Río              | 435              | 21,21      | 21               | 24053   | 24769        |
| Destriana                     | 424              | 56,22      | 8                | 24066   | 24730        |
| Palacios de la Valduerna      | 353              | 20,42      | 17               | 24108   | 24764        |
| Quintana del Marco            | 319              | 23,38      | 14               | 24124   | 24762        |
| Quintana y Congosto           | 416              | 88,34      | 5                | 24125   | 24767        |
| Regueras de Arriba            | 264              | 11,35      | 23               | 24127   | 24763        |
| Riego de la Vega              | 714              | 35,40      | 20               | 24131   | 24794        |
| San Cristóbal de la Polantera | 625              | 24,56      | 25               | 24144   | 24359        |
| San Esteban de Nogales        | 243              | 32,24      | 8                | 24146   | 24760        |
| Santa Elena de Jamuz          | 1.015            | 62,34      | 16               | 24154   | 24762        |
| Santa María de la Isla        | 443              | 12,75      | 35               | 24155   | 24795        |
| Soto de la Vega               | 1.493            | 23,58      | 63               | 24166   | 24768        |
| Villamontán de la Valduerna   | 683              | 57,15      | 12               | 24216   | 24766        |
| Comarca La Bañeza             | 19.079           | 653,82     | 29               | –       | –            |

Auf dem Gebiet der Comarca befinden sich noch die folgenden zwei gemeindefreien Gebiete (Comunidades) auf einer Gesamtfläche von 1,05 km²:
| Comunidad                                  | Fläche   |
| ------------------------------------------ | -------- |
| Comunidad de Castrotierra de la Valduerna: | 0,65 km² |
| Comunidad Villazala-Soto de la Vega:       | 0,40 km² |